# Мері-Марта Шервуд
Мері-Марта Шервуд (англ. Mary Martha Sherwood; 6 травня 1775 року, Вустершир — 22 жовтня 1851 року, Лондон, Велика Британія — англійська дитяча письменниця Британії 19 століття.

## Біографія
Мері-Марта Шервуд народилася (6 травня 1775 року в графстві Вустершир. Була другою дитиною Марти Батт і преподобного Джорджа Батта, звичайного капелана Джорджа III. Шервуд берегла спогади про дитинство, наповнене пригодами, проведеним разом з братом. Вона складала історії, перш ніж вона могла писати. Мері-Марта отримала гарну освіту. Дівчинка відвідувала школу для дівчат мадам Сент-Квентіна в абатстві. Вона знала латинську та грецьку мови і вільно читала в бібліотеці свого батька.
Підлітком вона жила у Лічфілді, де спілкувалася з натуралістом  Еразмом Дарвіном, освітнім реформатором Річардом Еджвортом, його дочкою Марією Еджворт та поетесою Анною Сьюард. Вона вирішила стати письменницею, коли їй було сімнадцять років. Батько допоміг їй опублікувати перше оповідання «Традиції». Після смерті батька у 1795 році, її родина переїхала до Брідгнорта, Шропшир. Шервуд почала писати сентиментальні романи. У цей час вона також викладала в місцевій недільній школі.
Коли Марі-Марта вийшла заміж за капітана Генріха Шервуда та переїхала до Індії, перейшла на євангельське християнство.Тоді ж почала писати книги для дітей. Спочатку твори були призначені лише для дітей військових таборів Індії. Але британська громадськість прийняла також їх із захопленням. Після десятиліття в Індії Шервуд повернулася до Англії, відкривла школу-інтернат і опублікував безліч текстів для дітей.

## Шлюб таІндія
30 червня 1803 року Мері-Марта одружилась зі своїм двоюрідним братом, капітаном Генрі Шервудом (1776—1849). Кілька років вона супроводжувала чоловіка та його полк на численних постах по всій Британії. У 1805 році полк перебував у Індії, і Шервуди були змушені залишити свою першу дитину Мері Генрієтту разом з матір'ю та сестрою Шервуда в Англії.
Чотиримісячна морська подорож Шервуда до Індії було важкою. Шервуди пробули в Індії одинадцять років. З армією переїжджали від Калькутти до Дінапору, до Берхампора, до Каунспора, до Меерута. В Індії народилося шестеро дітей: Генрі (1805—1807), Люсі Марта (1807—1808), Люсі Елізабет (1809—1835), Емілі (1811—1833), Генрі Мартин (1813 -?), [16] та Софія (1815 -?). Смерть немовлят Генрі та Люсі Марти, а пізніше юної Емілі та Люсі Елізабет вплинула на Шервуд. Місіонер Генріх Мартін остаточно переконав її у наверненні до християнства. Згодом вона прагнула продовжувати євангельську місіонерську роботу в Індії. Шервуд створила школи як для дітей офіцерів армії, так і для місцевих індійських дітей, приєднаних до табору. Дітей часто навчали в її будинку, оскільки жодних будівель не було. Шервуд виявив, що традиційні британські навчальні матеріали не подобаються дітям, які виховуються в Індії. Тоді вона написала власні історії, такі як «Історія маленького Генріха» (1814) та «Мемуари сержанта Дейла, його дочки та сироти Марії» (1815).
Шервуд також усиновила занедбаних дітей-сиріт із табору. Вона знайшла будинки для тих, кого не змогла прийняти, і заснувала дитячий будинок. У 1816 році за порадою лікарів вона та її родина повернулися до Британії.

## Повернення до Британії та смерть
Коли Шервуди повернулися до Британії, вони були фінансово обмежені. Капітан Шервуд, отримавши заробітну плату, відкрив школу в Генвіку, Вустершир. Спираючись на свою славу як автор та свій педагогічний досвід в Індії, Мері-Марта Шервуд вирішила створити школу-інтернат для дівчат, яка працювала вісім років. Вона викладала англійську, французьку, астрономію, історію, географію, граматику, письмо та арифметику. У той же час вона писала романи та інші твори для дітей та бідних. «Історія Генрі Мілнера» (1822) була однією з найуспішніших книг Шервуда.
До 1830-х років Шервуди стали процвітаючими, і сім'я вирішила поїхати на континент. У цей час вона взяла участь у великому та складному проекті Старого Завіту, для якого вивчила іврит. Навіть у свої сімдесят років Шервуд писала чотири-п'ять годин на день. У 1849 році Шервуди переїхали до Твікхенма, штат Міддлсекс, а в грудні того ж року капітан Шервуд помер. Мері-Марта Шервуд померла майже через два роки 20 вересня 1851 року.

## Творчість
Авторка понад 400 книг, трактів, статей у журналах та підручників. Серед її найвідоміших праць — «Історія маленького Генріха та його носія» (1814 р.), «Історія Генрі Мілнера» (1822—1837 рр.) Та «Історія сім'ї Ферчільдів» (1818—1847). Хоча Шервуд відома насамперед сильним євангелізмом, який забарвив її ранні твори, пізніші його твори характеризуються загальною вікторіанською тематикою.
Дослідниця Шервуда М. Ненсі Катт стверджувала, що кар'єру Шервуда можна розділити на три періоди: її романтичний період (1795—1805), протягом якого вона створила кілька сентиментальних романів; її євангелічний період (1810—1830), протягом якого написала свої найпопулярніші твори; та її післяєвангелічний період (1830—1851). Кілька основних тем пронизують більшість творів Шервуда протягом цих періодів: «її переконання у властивій людській корупції»; її переконання, що література «має катехитичну корисність» для кожного рангу суспільства; її переконання, що «динаміка сімейного життя» повинна відображати центральні християнські принципи; і її «вірулентний» антикатолицизм.
Найдавніші твори Шервуда — це сентиментальні романи «Традиції» (1795) та «Маргарита» (1795); хоча обидва не отримали великого визнання. Навпаки, «Історія Сьюзен Грей», яку писали для дівчат її класу недільної школи в Брідгнорті, зробила Шервуда відомим автором. Роман створений для того, щоб навчити моралі середнього класу бідним.
Багато книг Шервуда були бестселерами, і вона була охарактеризована як «один із найзначніших авторів дитячої літератури ХІХ століття». Її змальовування домашнього життя та стосунків Великої Британії з Індією, можливо, зіграли певну роль у формуванні думок багатьох молодих британських читачів. Однак її твори випали з широкого вжитку, оскільки інший стиль дитячої літератури ввійшов у моду наприкінці ХІХ століття, як скажімо, грайливі Пригоди Аліси у Дивокраї Льюїса Керролла.
Євангельські книги письменниці використовувались переважно для навчання бідних та в недільних школах. Тому її місіонерські історії були найвпливовішими з усіх її творів. За словами Кетта, «ці історії, які самі по собі зберегли місіонерський дух і увічнили батьківське ставлення до Індії». В Америці книги англійської письменниці були дуже популярними і перевидані в 1840-х роках.
Шервуд також сприяла розвитку ідеології вікторіанської родини.

## Твори
Це перелік найважливіших творів Шервуда.
- The History of Little Henry and his Bearer (1814)
- The History of Susan Gray (1815) (revised)
- Stories Explanatory of the Church Catechism (1817)
- The History of the Fairchild Family (1818)
- The Indian Pilgrim (1818)
- An Introduction to Geography (1818)
- The Governess, or The Little Female Academy (1820)
- The History of George Desmond (1821)
- The Infant's Progress (1821, 2nd edition)
- The History of Henry Milner (1822)
- The History of Little Lucy and her Dhaye (1823)
- The Lady of the Manor (1823–29)
- Soffrona and her Cat Muff (1828)
- The Monk of Cimies (1834)
- Caroline Mordaunt, or The Governess (1835)
- Shanty the Blacksmith (1835)
- The Last Days of Boosy, the Bearer of Little Henry (1842)
- The Youth's Magazine (1822–48) – "This periodical . . . brought out tales, tracts, and articles by Mrs. Sherwood for over twenty-five years (signed at first M.M., and after